# رالی مونت کارلو ۲۰۲۱
رالی مونت کارلو ۲۰۲۱ (همچنین به عنوان هشتاد و نهمین رالی اتومبیلرانی مونت کارلو شناخته می‌شود) یک رویداد اتومبیل رانی برای خودروهای رالی بود که طی چهار روز بین ۲۱ و ۲۴ ژانویه ۲۰۲۱ برگزار شد. این رالی هشتاد و نهمین دوره رالی مونت کارلو بود این رویداد همچنین اولین دور از مسابقات رالی قهرمانی جهان ۲۰۲۱، رالی قهرمانی جهان ۲ و رالی قهرمانی جهان ۳ بود. این رویداد در شهر گپ، اوت آلپ در بخش اتز-آلپ فرانسه برگزار شد. این رالی شامل ۱۴ مرحله ویژه بود که مسافت رقابتی ۲۵۷٫۶۴ کیلومتر (۱۶۰٫۰۹ مایل) را پوشش می‌داد.

#### جدول رده‌بندی قهرمانی
| 1 | جدید | سباستین اوژیه    | 30 | جدید | جولیان اینگراسیا | 30 | جدید | تویوتا گازو ریسینگ دبلیوآرتی | 52 |
| 2 | جدید | الفین ایوانز     | 21 | جدید | اسکات مارتین     | 21 | جدید | هیوندای شل موبیلز دبلیوآرتی  | 30 |
| 3 | جدید | Thierry Neuville | 17 | جدید | مارتین ویدایگه   | 17 | جدید | ام-اسپرت فورد دبلیوآرتی      | 10 |
| 4 | جدید | کاله رووانپرا    | 16 | جدید | یون هالتونن      | 16 | جدید | Hyundai 2C Competition       | 8  |
| 5 | جدید | دنی سوردو        | 11 | جدید | کارلوس دل باریو  | 11 |      |                              |    |